# Temporada 1965-66 de Los Angeles Lakers
La temporada 1965-66 fue la 18.ª de los Lakers en la NBA, y la 6.ª en su ubicación en Los Ángeles, California. La temporada regular acabaron con 45 victorias y 35 derrotas, ocupando el primer puesto de la División Oeste y clasificándose para los playoffs, en los que cayeron en las Finales derrotados por los Boston Celtics.

## Elecciones en elDraft
| Ronda | Puesto | Jugador        | Posición | Nacionalidad   | Universidad  |
| ----- | ------ | -------------- | -------- | -------------- | ------------ |
| 1     | T      | Gail Goodrich  | Escolta  | Estados Unidos | UCLA         |
| 2     | 16     | John Fairchild | Alero    | Estados Unidos | BYU          |
| 3     | 25     | Jim Caldwell   | Pívot    | Estados Unidos | Georgia Tech |
| 9     | 74     | Marlbert Pradd | Escolta  | Estados Unidos | Dillard*     |

## Temporada regular
| División Oeste         | División Oeste | División Oeste | División Oeste | División Oeste | División Oeste | División Oeste | División Oeste | División Oeste |
| Equipo                 | G              | P              | %              | PD             | Casa           | Fuera          | Neutral        | Div            |
| ---------------------- | -------------- | -------------- | -------------- | -------------- | -------------- | -------------- | -------------- | -------------- |
| x-Los Angeles Lakers   | 45             | 35             | .563           | –              | 28–11          | 13–21          | 4–3            | 29–11          |
| x-Baltimore Bullets    | 38             | 42             | .475           | 7              | 29–9           | 4–25           | 5–8            | 20–20          |
| x-St. Louis Hawks      | 36             | 44             | .450           | 9              | 22–10          | 6–22           | 8–12           | 19–21          |
| San Francisco Warriors | 35             | 45             | .438           | 10             | 12–14          | 8–19           | 15–12          | 21–19          |
| Detroit Pistons        | 22             | 58             | .275           | 23             | 13–17          | 4–22           | 5–19           | 11–29          |

## Playoffs

### Finales de División
Los Angeles Lakers - St. Louis Hawks
| Fecha       | Partido                                     | Ciudad      |
| ----------- | ------------------------------------------- | ----------- |
| 1 de abril  | Los Angeles Lakers 129, St. Louis Hawks 106 | Los Ángeles |
| 3 de abril  | Los Angeles Lakers 125, St. Louis Hawks 116 | Los Ángeles |
| 6 de abril  | St. Louis Hawks 120, Los Angeles Lakers 113 | St. Louis   |
| 9 de abril  | St. Louis Hawks 95, Los Angeles Lakers 107  | St. Louis   |
| 10 de abril | Los Angeles Lakers 100, St. Louis Hawks 112 | Los Ángeles |
| 13 de abril | St. Louis Hawks 131, Los Angeles Lakers 127 | St. Louis   |
| 15 de abril | Los Angeles Lakers 130, St. Louis Hawks 121 | Los Ángeles |
|             | Los Angeles Lakers gana las series 4-3      |             |

### Finales de la NBA
Boston Celtics - Los Angeles Lakers
| Fecha       | Partido                                    | Ciudad      |
| ----------- | ------------------------------------------ | ----------- |
| 17 de abril | Boston Celtics 129, Los Angeles Lakers 133 | Boston      |
| 19 de abril | Boston Celtics 129, Los Angeles Lakers 109 | Boston      |
| 20 de abril | Los Angeles Lakers 106, Boston Celtics 120 | Los Ángeles |
| 22 de abril | Los Angeles Lakers 117, Boston Celtics 122 | Los Ángeles |
| 24 de abril | Boston Celtics 117, Los Angeles Lakers 121 | Boston      |
| 26 de abril | Los Angeles Lakers 123, Boston Celtics 115 | Los Ángeles |
| 28 de abril | Boston Celtics 95, Los Angeles Lakers 93   | Boston      |
|             | Boston gana las finales 4-3                |             |

## Estadísticas
| Rk | Jugador        | Edad | P  | PT | MP   | TC   | TCI  | %TC  | TL   | TLI  | %TL  | RB  | AS  | FP  | PTS  |
| 1  | Jerry West     | 27   | 79 |    | 40.7 | 10.4 | 21.9 | .473 | 10.6 | 12.4 | .860 | 7.1 | 6.1 | 3.1 | 31.3 |
| 2  | Rudy LaRusso   | 28   | 76 |    | 30.5 | 5.4  | 11.8 | .457 | 4.6  | 5.9  | .787 | 8.7 | 2.2 | 3.4 | 15.4 |
| 3  | Elgin Baylor   | 31   | 65 |    | 30.4 | 6.4  | 15.9 | .401 | 3.8  | 5.2  | .739 | 9.6 | 3.4 | 2.4 | 16.6 |
| 4  | Leroy Ellis    | 25   | 80 |    | 27.7 | 4.9  | 11.6 | .424 | 2.3  | 3.2  | .727 | 9.2 | 0.9 | 2.9 | 12.2 |
| 5  | Walt Hazzard   | 23   | 80 |    | 27.5 | 5.7  | 12.5 | .457 | 2.3  | 3.2  | .708 | 2.7 | 4.9 | 2.8 | 13.7 |
| 6  | Bob Boozer     | 28   | 78 |    | 23.7 | 4.7  | 9.7  | .484 | 2.9  | 3.7  | .779 | 7.0 | 1.1 | 2.5 | 12.2 |
| 7  | Gene Wiley     | 28   | 67 |    | 20.7 | 1.8  | 4.3  | .426 | 0.6  | 1.1  | .566 | 7.3 | 0.9 | 2.6 | 4.3  |
| 8  | Jim King       | 24   | 76 |    | 19.7 | 3.1  | 7.2  | .437 | 1.2  | 1.5  | .817 | 2.7 | 2.9 | 2.4 | 7.5  |
| 9  | Darrall Imhoff | 27   | 77 |    | 18.4 | 2.0  | 4.4  | .448 | 1.0  | 1.8  | .566 | 6.6 | 1.5 | 3.0 | 4.9  |
| 10 | Gail Goodrich  | 22   | 65 |    | 15.5 | 3.1  | 7.7  | .404 | 1.6  | 2.3  | .691 | 2.0 | 1.6 | 1.6 | 7.8  |
| 11 | John Fairchild | 22   | 30 |    | 5.7  | 0.8  | 3.0  | .258 | 0.5  | 0.7  | .700 | 1.5 | 0.4 | 1.1 | 2.0  |

## Galardones y récords
| Jugador      | Galardón                          |
| Jerry West   | Mejor quinteto de la NBA All-Star |
| Rudy LaRusso | All-Star                          |